# Monte Ruperto
Monte Ruperto è una frazione in exclave del comune di Città di Castello, in provincia di Perugia.
Essa è un'enclave nella regione Marche, in provincia di Pesaro e Urbino.
La frazione dista 30 km dal capoluogo comunale.
È situata tra i territori comunali di Apecchio e Sant'Angelo in Vado.
Rappresenta una curiosità storica il fatto che il sindaco di Città di Castello si possa fregiare del titolo nobiliare di barone di Monte Ruperto, per volontà espressa nell'eredità testamentaria dei proprietari del castello, che fino a pochi secoli fa possedevano il feudo medioevale. Il primo cittadino tifernate del comune capoluogo, ha ereditato nel medioevo il piccolo borgo, all'epoca delle lotte fra guelfi e ghibellini.
Uno dei baroni che dominava la piccola località, infatti, durante una carestia dovuta ad una consistente nevicata, chiese aiuto, e solo Città di Castello rispose positivamente, inviando alcuni muli carichi di vettovaglie.
Il barone, memore del gesto del comune tifernate, decise di donare il suo territorio a Città di Castello, unitamente alla possibilità ai gonfalonieri, che corrispondevano agli attuali sindaci, di potersi fregiare del titolo di barone, nel periodo in cui essi amministrano la città.
Il sindaco tifernate può fregiarsi perciò del titolo di barone ed indossare un prezioso abito d'epoca, nella duplice veste di capo dell'Amministrazione comunale e di barone di Monte Ruperto.
Gli atti del comune di Città di Castello narrano che gli abitanti di Monte Ruperto avevano agevolazioni fiscali. Un documento del 1274 e ribadito nel 1574, stabiliva che dovevano al comune tifernate solo cinque soldi, in moneta usuale, per focolare (per casa), da versarsi il 27 di agosto.
Oggi l'area, di circa 500 ettari e per gran parte ricoperta da vegetazione boschiva, è di fatto disabitata ed i pochissimi edifici ancora in piedi risultano in pessime condizioni. I fabbricati che costituivano il vero e proprio borgo sono oggi praticamente spariti ed i numerosi furti di pietre hanno accelerato l'azione del tempo per quanto riguarda la scomparsa degli stessi. 
L'enclave di Monte Ruperto comprende a sud le pendici settentrionali del monte Vicino ed arriva fino a comprendere una piccola parte della valle del torrente Candigliano, tributario del Metauro. L'altitudine dell'enclave va da un minimo di 412 a un massimo di 727 m.
Tuttora secondo il demanio nell'enclave sono presenti quattro ruderi chiamati La Fornace, Calcineto, Cà Farino e Monte Ruperto, mentre secondo il piano regolatore generale comunale sono presenti i nuclei di Monte Ruperto, Chibondi, Calcineto, Caifarini, San Donato e Pierpaoli.